# Unterseeboot 30 (1936)
Pour les articles homonymes, voir Unterseeboot 30.
Le Unterseeboot 30 ou U-30 est un sous-marin (U-Boot) allemand du type VII.A, de la Kriegsmarine de la Seconde Guerre mondiale.
Il est commandé dans le cadre du plan Z le 1er avril 1935 en violation du traité de Versailles qui proscrit la construction de ce type de navire par l'Allemagne.

## Présentation
Mis en service le 8 octobre 1936, l'U-30 sert de 1935 à 1939 au sein de la Unterseebootsflottille "Saltzwedel".
Il réalise sa première patrouille de guerre, quittant le port de Wilhelmshaven, le 22 août 1939, sous les ordres de l'Oberleutnant zur See Fritz-Julius Lemp pour observer la navigation dans l'Atlantique Nord à l'ouest de l'Irlande, au sud de l'Islande et le long des côtes de Norvège. Il retourne à son port d'attache le 27 septembre 1939, soit 39 jours en mer.

Le 14 septembre 1939, au cours de son attaque du cargo britannique Fanad Head, l'U-30 est pris à partie par trois avions Blackburn B-24 Skua (FAA Squadron 803) provenant du porte-avions britannique HMS Ark Royal ; deux d'entre eux sont perdus par leurs propres bombes. Trois membres d'équipage de l'U-30 sont blessés par des éclats.

Puis, après le naufrage du cargo, le même jour, l'U-30 subit une nouvelle attaque aérienne par six avions Fairey Swordfish (FAA squadron 810 et 821) du HMS Ark Royal et par des charges de profondeur lancées par les destroyers britanniques HMS Bedouin et HMS Punjabi pendant quatre heures avant que l'U-30 réussisse à s'échapper.

Lors de cette patrouille mouvementée, l'U-30  coule trois navires marchands ennemis pour un total de 23 206 tonneaux.
L'Unterseeboot 30 effectue huit patrouilles et coule seize navires marchands ennemis pour un total de 86 165 tonneaux, un navire militaire auxiliaire de 325 tonneaux, et endommage un navire marchand de 5 642 tonneaux et un navire militaire de 31 100 tonnes pour 189 jours en mer.
Le 30 novembre 1940, il quitte le service actif et rejoint la 24. Unterseebootsflottille pour participer à la formation des équipages jusqu'au 30 novembre 1943, puis au sein de la 22. Unterseebootsflottille jusqu'au 12 janvier 1945 où il est désarmé à Kiel, puis transféré à Flensburg.
La reddition de l'Allemagne approchant et répondant aux ordres de l'amiral Karl Dönitz, l'U-30 est sabordé dans l'Opération Regenbogen le 4 mai 1945 dans la baie de Kupfermühlen. L'épave est ensuite renflouée et démolie en 1948.

## Affectations
- Unterseebootsflottille "Saltzwedel" du 8 octobre 1936 au 31 août 1939 à Wilhelmshaven (service active)
- 2. Unterseebootsflottille du 1er septembre au 31 décembre 1939 à Wilhelmshaven (service actif)
- 2. Unterseebootsflottille du 1er janvier au 30 novembre 1940 à Lorient (service actif)
- 24. Unterseebootsflottille du 1er décembre 1940 au 30 novembre 1943 à Memel (entraînement)
- 22. Unterseebootsflottille du 1er décembre 1943 au 12 janvier 1945 à Gotenhafen (navire-école)

## Commandements
- Kapitänleutnant Hans Cohausz du 8 octobre 1936 au 31 octobre 1938
- Hans Pauckstadt du 15 février au 17 août 1938
- Kapitänleutnant Fritz-Julius Lemp de novembre 1938 à septembre 1940
- Robert Prützmann de septembre 1940 au 31 mars 1941
- Oberleutnant zur See Paul-Karl Loeser en avril 1941
- Oberleutnant zur See Hubertus Purkhold d'avril au 22 avril 1941
- Oberleutnant zur See Kurt Baberg du 23 avril 1941 au 9 mars 1942
- Oberleutnant zur See Herman Bauer du 10 mars au 4 octobre 1942
- Leutnant zur See Franz Saar du 5 octobre 16 décembre 1942
- Oberleutnant zur See Ernst Fischer de mai au 1er décembre 1943
- Oberleutnant zur See Ludwig Fabricius du 2 décembre 1943 au 14 décembre 1944
- Oberleutnant zur See Günther Schimmel du 17 au 23 janvier 1945

Nota: Les noms de commandants sans indication de grade signifie que leur grade n'est pas connu avec certitude à notre époque à la date de la prise de commandement.

## Navires coulés
L'Unterseeboot 30 a coulé 16 navires marchands ennemis pour un total de 86 165 tonneaux, un navire militaire auxiliaire de 325 tonneaux, et endommagé un navire marchand de 5 642 tonneaux et un navire militaire de 31 100 tonnes au cours des huit patrouilles (189 jours en mer) qu'il effectua.
| Date              | Nom                   | Nationalité | Tonnage (GRT) | Fait                                             |
| ----------------- | --------------------- | ----------- | ------------- | ------------------------------------------------ |
| 3 septembre 1939  | SS Athenia            | Royaume-Uni | 13 581        | Coulé                                            |
| 11 septembre 1939 | Blairlogie            | Royaume-Uni | 4 425         | Coulé                                            |
| 14 septembre 1939 | SS Fanad Head         | Royaume-Uni | 5 200         | Coulé                                            |
| 28 décembre 1939  | HMT Barbara Robertson | Royaume-Uni | 325           | Coulé                                            |
| 28 décembre 1939  | HMS Barham            | Royaume-Uni | 31 100        | Endommagé                                        |
| 11 janvier 1940   | El Oso (convoi HX 14) | Royaume-Uni | 7 267         | Coulé. Présent dans le convoi HX 14              |
| 16 janvier 1940   | Gracia                | Royaume-Uni | 5 642         | Endommagé                                        |
| 17 janvier 1940   | Cairnross             | Royaume-Uni | 5 494         | Coulé                                            |
| 7 février 1940    | Munster               | Royaume-Uni | 4 305         | Coulé                                            |
| 9 février 1940    | Chagres               | Royaume-Uni | 5 406         | Coulé                                            |
| 8 mars 1940       | Counsellor            | Royaume-Uni | 5 068         | Coulé par une mine. Présent dans le convoi HX 22 |
| 20 juin 1940      | Otterpool             | Royaume-Uni | 4 876         | Coulé                                            |
| 22 juin 1940      | Randsfjord            | Norvège     | 3 999         | Coulé. Présent dans le convoi HX 49.             |
| 28 juin 1940      | Llanarth              | Royaume-Uni | 5 053         | Coulé                                            |
| 1er juillet 1940  | Beignon               | Royaume-Uni | 5 218         | Coulé                                            |
| 6 juillet 1940    | Angele Mabro          | Égypte      | 3 154         | Coulé                                            |
| 21 juillet 1940   | Ellaroy               | Royaume-Uni | 712           | Coulé                                            |
| 1er août 1940     | Canton                | Suède       | 5 779         | Coulé                                            |
| 16 août 1940      | Clan Macphee          | Royaume-Uni | 6 628         | Coulé                                            |